# Шахта «Надія»
ПрАТ "Шахта «Надія» (Приватне Акціонерне Товариство "Шахта "Надія", 100% акцій якого належать державі Україна, до 23.12.2019 року Публічне Акціонерне Товариство "Шахта «Надія»; до 2001 року № 9 «Великомостівська») — вугільна шахта в Україні, з 2003 року (Наказ № 54-к від 06.02.2003 року, МінПаливЕнерго України) підпорядковується Міністерству енергетики України (). Розташована у місті Соснівка, Львівської області.
Стала до ладу у 1962 р. У 2003 р. видобуто 178 тис.т. вугілля. Видобуток вугілля ведеться з застосуванням комплексу КМК-98, секція МК-98.
Видобуток вугілля за 2016 рік, при плані — 135 000 тонн вугілля, було видобуто — 186 350 тонн вугілля.
Пройдено за 2016 рік гірничих виробок: при плані — 3 700 метрів, пройдено — 4 700 метрів.
Видобуток вугілля за 2017 рік, при плані — 135 000 тонн вугілля, було видобуто — 202 500 тонн вугілля.
Пройдено за 2017 рік гірничих виробок: при плані — 3 700 метрів, пройдено — 4 911 метрів.
Видобуток вугілля за 2018 рік, при плані — 135 000 тонн вугілля, було видобуто — 159 900 тонн вугілля.
Пройдено за 2018 рік гірничих виробок: при плані — 3 000 метрів, пройдено — 3 598 метрів.
Видобуток вугілля за 2019 рік, при плані — 117 000 тонн вугілля, було видобуто — 1101 300 тонн вугілля.
Пройдено за 2019 рік гірничих виробок: при плані — 2 000 метрів, пройдено — 2 404 метрів.
Видобуток вугілля на 2020 рік, план — 105 000 тонн вугілля.
План на 2020 рік по гірничих виробках — 2 200 метрів.
Адреса: Юридична: 80086, с. Сілець, Сокальський район, Львівська область;
В.о. директора шахти       - Пиляй Ігор Дмитрович                з 17.06.2020 року
Директор шахти                - Мороз Павло Володимирович   з 27.08.2022 року